# Олимпийский комитет Бахрейна
Олимпийский комитет Бахрейна (араб. اللجنة الأولمبية البحرينية‎) — организация, представляющая Бахрейн в международном олимпийском движении. Основан в 1978 году; зарегистрирован в МОК в 1979 году.
Штаб-квартира расположена в Манаме. Является членом Международного олимпийского комитета, Олимпийского совета Азии и других международных спортивных организаций.